# Йохан Хойер II фон Мансфелд-Фордерорт
Йохан Хойер II фон Мансфелд-Фордерорт (на немски: Johann Hoyer II von Mansfeld-Vorderort; * 1525; † 26 март 1585, Артерн) е граф на Мансфелд-Фордерорт, господар на Артерн (1563), Тюрингия.

## Произход
Той е по-малък син на граф Ернст II фон Мансфелд-Фордерорт (1479 – 1531) и втората му съпруга графиня Доротея фон Золм-Лих (1493 – 1578), дъщеря на граф Филип фон Золмс-Лих (1468 – 1544) и графиня Адриана фон Ханау (1470 – 1524). Той има общо двадесет и един братя и сестри.
Брат е на Йохан Гебхард I († 1562), архиепископ на Кьолн (1558 – 1562), Йохан Георг I (1515 – 1579), граф на Мансфелд-Айзлебен, Петер Ернст I (1517 – 1604), граф на Мансфелд-Фридебург, испански фелдмаршал, Йохан Албрехт VI фон Мансфелд-Арнщайн (1522 – 1586), и на Йохан Ернст I (1527 – 1575), граф на Мансфелд-Хелдрунген, женен за Сара фон Мансфелд-Хинтерорт (* 1536), която е сестра на бъдещата му съпруга Марта.

## Фамилия
Йохан Хойер II се жени на 16 февруари 1556 г. в замък Мансфелд за Марта фон Мансфелд-Хинтерорт (* ок. 1536; † 17 април 1585), която е сестра на Сара, дъщеря на граф Албрехт VII фон Мансфелд-Хинтерорт († 1560) и графиня Анна фон Хонщайн-Клетенберг († 1559). Те имат седем деца:
- Йохан Георг IV фон Мансфелд-Артерн (* 1558; † 5 септември 1615)
- Фолрад VI фон Мансфелд-Артерн († 25 август 1627)
- Филип Ернст фон Мансфелд-Артерн (* 11 май 1560; † 15 септември 1631), хауптман на Курфюрство Саксония в Лайпциг и Айленбург, женен на 20 юли 1613 г. в Айленбург за Ева фон Ройс-Унтерграйц (* 31 май 1593; † 4 юли 1636, Артерн), дъщеря на Хайнрих V Роус-Грайц, господар на Унтерграйц (1549 – 1604) и Мария фон Шьонбург-Валденбург (1565 – 1628), няма деца. Линията изчезва.
- Албрехт Волфганг фон Мансфелд-Артерн (* 1562; † 3 август 1626. Артерн от чума)
- Сара фон Мансфелд-Артерн (* 1566; † 20 октомври 1637)
- Йохан Улрих (II) фон Мансфелд-Артерн (* 1567; † 1602. пред Офен/Пеща, Унгария), ритмайстер
- Адолф фон Мансфелд-Артерн (* 6 октомври 1568; † 20 декември 1609)